# こんにちはふくしま
『こんにちはふくしま』は、福島中央テレビの県政広報番組。放送期間は1977年4月から2005年4月までで、福島テレビの『サタふく』に次ぐ長寿番組だった。
2003年まではアナウンサーが顔出し出演し、ゲストを交えながら県政を分かりやすく伝えていた。また、手話通訳放送を実施していた。
2005年4月から2011年3月までは、同じく県政広報番組の『おしえて!うつくしま』が放送されていた。

## 司会
- 開始 - 不明
  - 担当者不明
- 1990年代
  - 菅佐原隆幸、安部真由美?
- 不明 - 2001年3月
  - 奥秋和夫、田部井華子
- 2001年4月 - 2003年
  - 三富健也、田部井華子

## 放送時間
- 日曜 11時00分 - 11時30分（1977年4月 - 2003年?）
- 日曜 11時00分 - 11時15分（2003年? - 2004年?）